# 알베르토 보티아
알베르토 토마스 보티아 라바스코(Alberto Tomás Botía Rabasco, 1989년 1월 27일 ~ )는 스페인의 축구 선수이다. 현재 그리스 수페르리가 엘라다의 키피시아에서 센터백으로 뛰고 있다.